# Ouidah II
Ouidah II ist ein Arrondissement im Departement Atlantique in Benin. Es ist eine Verwaltungseinheit, die der Gerichtsbarkeit der Kommune Ouidah untersteht und selbst ein Teil Ouidahs ist. Gemäß der Volkszählung von 2013 hatte Ouidah II 13.710 Einwohner, davon waren 6375 männlich und 7335 weiblich.

## Geographie
Als Teil der Stadt Ouidah liegt das Arrondissement im Süden des Landes, ungefähr auf halber Strecke zwischen Cotonou und der Staatsgrenze zu Togo.
Ouidah II setzt sich aus neun Stadtteilen bzw. Quartieren zusammen:
1. Ahouandjigo
2. Ganvè
3. Gbèna-Nord
4. Gbèna-Sud
5. Gbéto-Nord
6. Gbéto-Sud
7. Houédjèdo
8. Lèbou Campto
9. Lèbou Alafia